# Buprenorfine
Buprenorfine is een opioïde en een agonist/antagonist van de μ-receptoren in de hersenen. Het wordt gebruikt als krachtige narcotische pijnstiller. De stof staat op lijst 2 van de Opiumwet.
Buprenorfine wekt (in tegenstelling tot de meeste opiaten) geen tolerantie op. Buprenorfine wordt ook gebruikt als tijdelijke of chronische substitutiebehandeling bij verslaving aan opiaten zoals heroïne. Buprenorfine is een alternatief voor methadon. Verslaafden ervaren het afkicken van buprenorfine en methadon als gemakkelijker.
Bij gebruik van buprenorfine zou heroïne geen effect meer hebben omdat buprenorfine de opiaatgevoelige receptoren blokkeert.